# 晋照☆法玲のわくわくラジオ
『晋照☆法玲のわくわくラジオ』（しんしょうほうれいのわくわくラジオ）は、2020年10月4日からIBC岩手放送で放送されているラジオ番組。

## 概要
岩手県平泉町出身の2人の同級生天台宗僧侶による仏教バラエティ番組。

## 出演者
- 破石晋照（はせき しんしょう） - 天台宗僧侶（中尊寺所属）、狂言師、ラジオパーソナリティ
- 南洞法玲（なんとう ほうれい） - 天台宗僧侶（毛越寺所属）

## 放送時間の変遷
| 期間          | 期間          | 放送時間（JST）    |
| ------------- | ------------- | ------------------ |
| 2020年10月4日 | 2021年3月28日 | 日曜 8:15 - 8:30   |
| 2021年4月4日  | 2022年3月27日 | 日曜 12:45 - 13:00 |
| 2022年4月4日  | 現在          | 月曜 17:45 - 18:00 |

この他、2025年4月1日から火曜 21:00 - 21:30に再放送が行われている。